# Kohoroxitari
I Kohoroxitari (Kohorosciwetari) sono un gruppo etnico del Brasile che ha una popolazione stimata in circa 1.032 individui. Parlano la lingua sanumá (codice ISO 639-3 xsu) e sono principalmente di fede animista.
Vivono nello stato brasiliano dell'Amazonas, Prelazia Rio Negro. Sono correlati ai Baniwa.